# Commonwealth Games 2022/Bowls – Vierer (Frauen)
Der Vierer der Frauen im Bowls bei den Commonwealth Games 2022 wurde vom 29. Juli bis 2. August 2022 ausgetragen. Im Finale konnte sich Indien mit 17:10 gegen Südafrika durchsetzen.

## Format
Die 16 Mannschaften wurden in vier Gruppen aufgeteilt, mit jeweils vier Teams. In diesen spielte jedes Team einmal gegen jedes andere und die jeweils beiden Gruppenbesten qualifizierten sich für das Viertelfinale. Von dort an wurde im K.-o.-System die Commonwealth-Sieger ermittelt.

## Teilnehmer
| Nation       | Teilnehmer                                                                                    |
| ------------ | --------------------------------------------------------------------------------------------- |
| Australien   | Lynsey Clarke, Natasha van Eldik, Kristina Krstic, Rebecca van Asch                           |
| Botswana     | Lephai Marea Modutlwa, Lesego Mottladiile, Boikhutso Mooketsi, Jocelyn Tshenolo Moshokgo      |
| Cookinseln   | Emily Jim, Matapa Puia, Teokotai Jim, Tiare Jim                                               |
| England      | Sophie Tolchard, Natalie Chestney, Sian Honnor, Jamie Lea Winch                               |
| Fidschi      | Sheral Mar, Loreta Kotoisuva, Radhika Prasad, Losalini Tukai                                  |
| Indien       | Lovely Choubey, Rupa Rani Tirkey, Pinki Singh, Nayanmoni Saikia                               |
| Kanada       | Leanne Chinery, Jennifer Macdonald, Jacqueline Lee, Foster Kelly Mckerihen                    |
| Malta        | Connie-Leigh Rixon, Rebecca Louise Rixon, Rose Maree Rixon, Irene Attard                      |
| Malaysia     | Emma Firyana Saroji, Azlina Arshad, Syafiqa Haidar Afif Abdul Rahman, Nur Ain Nabilah Tarmizi |
| Niue         | Hina Rereiti, Liline Tagaloa Hewett, Tagaloa Tukuitoga, Selasiosiana Sionetamasi Simpson      |
| Nordirland   | Ashleigh Rainey, Chloe Wilson, Courtney Meneely, Megan Devlin                                 |
| Norfolkinsel | Carmen Anderson, Petal Jones, Essie Sanchez, Ellie Dixon                                      |
| Schottland   | Claire Johnston, Lauren Baillie-Whyte, Caroline Brown, Hannah Smith                           |
| Neuseeland   | Val Smith, Selina Goddard, Tayla Bruce, Nicole Toomey                                         |
| Südafrika    | Bridget Calitz, Esme Kruger, Thabelo Muvhango, Johanna Snyman                                 |
| Wales        | Anwen Butten, Caroline Taylor, Ysie White, Sara Nicholls                                      |

## Gruppenphase

### Gruppe A
| Nation     | Spiele | gew. | unent. | verl. | Pkt. gew. | Pkt verl. | Pkt diff. | Punkte |
| ---------- | ------ | ---- | ------ | ----- | --------- | --------- | --------- | ------ |
| Fidschi    | 3      | 2    | 0      | 1     | 40        | 44        | −4        | 6      |
| Botswana   | 3      | 1    | 1      | 1     | 52        | 43        | +9        | 4      |
| Australien | 3      | 1    | 1      | 1     | 40        | 41        | −1        | 4      |
| Schottland | 3      | 1    | 0      | 2     | 39        | 43        | −4        | 3      |

| Nation 1                 | Ergebnis                 | Nation 2                 |
| 29. Juli 2022, 15:00 Uhr | 29. Juli 2022, 15:00 Uhr | 29. Juli 2022, 15:00 Uhr |
| ------------------------ | ------------------------ | ------------------------ |
| Australien               | 15:15                    | Botswana                 |
| Schottland               | 12:13                    | Fidschi                  |
| 29. Juli 2022, 18:00 Uhr |                          |                          |
| Australien               | 16:10                    | Fidschi                  |
| Schottland               | 11:21                    | Botswana                 |
| 30. Juli 2022, 15:00 Uhr |                          |                          |
| Australien               | 09:16                    | Schottland               |
| Fidschi                  | 17:16                    | Botswana                 |

### Gruppe B
| Nation     | Spiele | gew. | unent. | verl. | Pkt. gew. | Pkt verl. | Pkt diff. | Punkte |
| ---------- | ------ | ---- | ------ | ----- | --------- | --------- | --------- | ------ |
| Neuseeland | 3      | 2    | 1      | 0     | 61        | 29        | +32       | 7      |
| Südafrika  | 3      | 2    | 1      | 0     | 54        | 36        | +18       | 7      |
| Wales      | 3      | 1    | 0      | 2     | 55        | 40        | +15       | 3      |
| Niue       | 3      | 0    | 0      | 3     | 16        | 81        | −65       | 0      |

| Nation 1                 | Ergebnis                 | Nation 2                 |
| 29. Juli 2022, 15:00 Uhr | 29. Juli 2022, 15:00 Uhr | 29. Juli 2022, 15:00 Uhr |
| ------------------------ | ------------------------ | ------------------------ |
| Südafrika                | 24:70                    | Niue                     |
| Neuseeland               | 18:12                    | Wales                    |
| 29. Juli 2022, 18:00 Uhr |                          |                          |
| Südafrika                | 16:15                    | Wales                    |
| Neuseeland               | 29:30                    | Niue                     |
| 30. Juli 2022, 15:00 Uhr |                          |                          |
| Südafrika                | 14:14                    | Neuseeland               |
| Wales                    | 28:60                    | Niue                     |

### Gruppe C
| Nation       | Spiele | gew. | unent. | verl. | Pkt. gew. | Pkt verl. | Pkt diff. | Punkte |
| ------------ | ------ | ---- | ------ | ----- | --------- | --------- | --------- | ------ |
| Norfolkinsel | 3      | 3    | 0      | 0     | 54        | 30        | +24       | 9      |
| Nordirland   | 3      | 2    | 0      | 1     | 35        | 37        | −2        | 6      |
| Malaysia     | 3      | 1    | 0      | 2     | 44        | 40        | +4        | 3      |
| Malta        | 3      | 0    | 0      | 3     | 28        | 54        | −26       | 0      |

| Nation 1                 | Ergebnis                 | Nation 2                 |
| 29. Juli 2022, 15:00 Uhr | 29. Juli 2022, 15:00 Uhr | 29. Juli 2022, 15:00 Uhr |
| ------------------------ | ------------------------ | ------------------------ |
| Malta                    | 10:16                    | Nordirland               |
| Malaysia                 | 12:21                    | Norfolkinsel             |
| 29. Juli 2022, 18:00 Uhr |                          |                          |
| Malta                    | 12:16                    | Norfolkinsel             |
| Malaysia                 | 10:15                    | Nordirland               |
| 30. Juli 2022, 18:00 Uhr |                          |                          |
| Malta                    | 12:22                    | Malaysia                 |
| Norfolkinsel             | 17:60                    | Nordirland               |

### Gruppe D
| Nation     | Spiele | gew. | unent. | verl. | Pkt. gew. | Pkt verl. | Pkt diff. | Punkte |
| ---------- | ------ | ---- | ------ | ----- | --------- | --------- | --------- | ------ |
| England    | 3      | 3    | 0      | 0     | 60        | 32        | +28       | 9      |
| Indien     | 3      | 2    | 0      | 1     | 41        | 34        | +7        | 6      |
| Cookinseln | 3      | 1    | 0      | 2     | 30        | 45        | −15       | 3      |
| Kanada     | 3      | 0    | 0      | 3     | 34        | 54        | −20       | 0      |

| Nation 1                 | Ergebnis                 | Nation 2                 |
| 29. Juli 2022, 15:00 Uhr | 29. Juli 2022, 15:00 Uhr | 29. Juli 2022, 15:00 Uhr |
| ------------------------ | ------------------------ | ------------------------ |
| Kanada                   | 11:14                    | Cookinseln               |
| Indien                   | 09:18                    | England                  |
| 29. Juli 2022, 18:00 Uhr |                          |                          |
| Kanada                   | 16:23                    | England                  |
| Indien                   | 15:90                    | Cookinseln               |
| 30. Juli 2022, 18:00 Uhr |                          |                          |
| Kanada                   | 07:17                    | Indien                   |
| England                  | 19:70                    | Cookinseln               |

## Endrunde

### Viertelfinale
| Nation 1                 | Ergebnis                 | Nation 2                 |
| 31. Juli 2022, 14:00 Uhr | 31. Juli 2022, 14:00 Uhr | 31. Juli 2022, 14:00 Uhr |
| ------------------------ | ------------------------ | ------------------------ |
| Fidschi                  | 15:12                    | Nordirland               |
| Neuseeland               | 17:13                    | Botswana                 |
| Norfolkinsel             | 09:17                    | Indien                   |
| England                  | 11:12                    | Südafrika                |

### Halbfinale
| Nation 1                 | Ergebnis                 | Nation 2                 |
| 1. August 2022, 7:30 Uhr | 1. August 2022, 7:30 Uhr | 1. August 2022, 7:30 Uhr |
| ------------------------ | ------------------------ | ------------------------ |
| Fidschi                  | 14:16                    | Südafrika                |
| Neuseeland               | 13:16                    | Indien                   |

### Spiel um Bronze
| Nation 1                  | Ergebnis                  | Nation 2                  |
| 2. August 2022, 11:45 Uhr | 2. August 2022, 11:45 Uhr | 2. August 2022, 11:45 Uhr |
| ------------------------- | ------------------------- | ------------------------- |
| Fidschi                   | 06:17                     | Neuseeland                |

### Finale
| Nation 1                  | Ergebnis                  | Nation 2                  |
| 2. August 2022, 11:45 Uhr | 2. August 2022, 11:45 Uhr | 2. August 2022, 11:45 Uhr |
| ------------------------- | ------------------------- | ------------------------- |
| Südafrika                 | 10:17                     | Indien                    |